# Marco Madrigal
Marco Antonio Madrigal Villalobos (ur. 3 sierpnia 1985 w San José) – kostarykański piłkarz występujący na pozycji bramkarza, reprezentant Kostaryki, od 2024 roku zawodnik Guadalupe.